# گریگور شاهومیان
گریگور هاروتیونی شاهومیان (ارمنی: Գրիգոր Հարությունի Շահումյան زادهٔ ۱ آوریل ۱۹۰۵ - درگذشته ۲۸ اوت ۱۹۷۳) مهندس اهل ارمنستان بود.

## زندگی‌نامه
وی در ۱ آوریل ۱۹۰۵ در دیلیجان به دنیا آمد و از دانشگاه فنی دولتی بائومن مسکو فارغ‌التحصیل گشت. همچنین برندهٔ جوایزی همچون نشان پرچم سرخ کار شده است. وی در ۲۸ اوت ۱۹۷۳ در سن ۶۸ سالگی در مسکو درگذشت و در آرامستان واگانکوفسکوی به خاک سپرده شد.

## یادداشت
1. ↑  տեխնիկական գիտությունների դոկտոր